# 945 Barcelona
Barcelona (asteroide 945) é um asteroide da cintura principal com um diâmetro de 25,47 quilómetros, a 2,2097151 UA. Possui uma excentricidade de 0,162079 e um período orbital de 1 564,21 dias (4,28 anos).
Barcelona tem uma velocidade orbital média de 18,34113195 km/s e uma inclinação de 32,84988º.
Esse asteroide foi descoberto em 3 de Fevereiro de 1921 por José Comas y Solá.